# Гармажапова Олександра Циренівна
Олександра Циренівна Гармажапова (нар. 7 квітня 1989, Улан-Уде) — російська журналістка. Співзасновниця фонду «Вільна Бурятія».

## Життєпис
Народилася 7 квітня 1989 року в селі Хойтобеє Іволгінського району Бурятії. У віці 6 років переїхала з батьками до Санкт-Петербургу, там закінчила школу № 362. У 2011 році з червоним дипломом закінчила кафедру міжнародної журналістики факультету журналістики Санкт-Петербурзького державного університету. Дипломну роботу присвятила російським засобам масової інформації, які вплинули на перебіг революцій в Україні та Молдові. У 2015 році успішно завершила навчання у магістратурі Вищої школи економіки у Санкт-Петербурзі, захистивши на «відмінно» дисертацію «Феномен „гороризації“ у сприйнятті сучасних петербурзьких політичних журналістів».

## Професійна діяльність
Працювала кореспондентом відділу політики петербурзької інтернет-газети «Фонтанка.ру». У серпні 2011 року була звільнена через матеріал про використання «Смольним інститутом» адміністративного ресурсу на муніципальних виборах ексгубернаторки Валентини Матвієнко.
З 2011 року парламентська кореспондентка петербурзької «Нової газети».
Авторка гучного розслідування про кремлівську фабрику «тролів», що прославилася на весь світ платними коментарями.
У березні 2015 року отримала погрози від організатора Міжнародного російського консервативного форуму Юрія Любомирського, який залишився незадоволеним висвітленням заходу «Новою газетою» та пообіцяв ліберальних журналістів повісити («особливий привіт» передав Гармажаповій).
У липні 2015 року опублікувала колонку про участь бурятських солдатів у війні на сході України, заявивши, що «у найстрашнішому сні не могла уявити, що за „російський світ“ поїдуть воювати буряти (не безкоштовно, але все ж таки), тому що нам не знати, до чого наводить насадження імперської ідеології та націоналізм».
У січні 2016 року взяла участь в інтернет-флешмобі #КадировГаньбаРосії.
У різний час співпрацювала із Газетою.ру, The New Times, «Ехом Москви в СПб» і рядом іноземних видань.

## Політична діяльність
У 16 років вступила до петербурзького «Молодіжного Яблука». З 2007 по 2009 рік входила до керівних органів міського «Молодіжного Яблука». У жовтні 2006 року оголосила, що на знак протесту проти цькування грузинів змінить закінчення свого прізвища на «швілі», проте батьки відмовили від цього кроку.
25 листопада 2022 року Мін'юст Росії вніс Гармажапову до списку фізичних осіб — «іноземних агентів».

## Нагороди
Лауреатка петербурзького конкурсу журналістів «Золоте перо Росії» у 2011 році. Номінант на Золоте перо-2013 за статтю Де живуть тролі. І хто їх годує". Власниця спеціального призу уповноваженого з прав людини у Санкт-Петербурзі в рамках «Золотого пера-2014».